# 총사

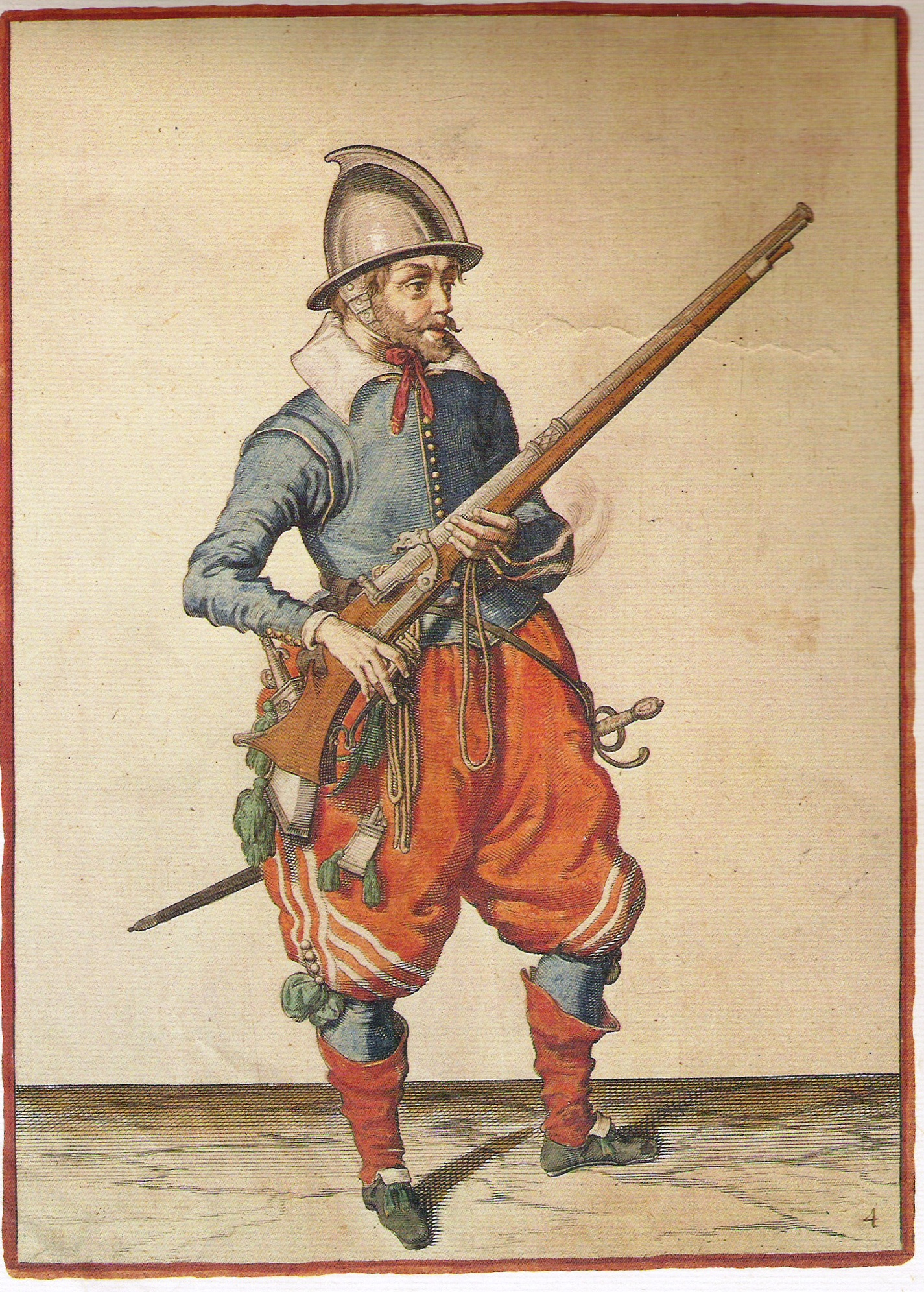
1608년, 네덜란드 머스켓티어.

총사(銃士), 머스켓티어(영어: Musketeer, 프랑스어: mousquetaire)란 머스켓으로 무장한 근세의 보병이다. 그 병과적 성격은 근대의 소총수(라이플맨)로 계승되었다. 총사는 머스킷총을 장비한 병사 유형이었다. 총사는 근대 초기 전쟁, 특히 유럽에서 중요한 역할을 했는데, 일반적으로 보병의 대부분을 구성했기 때문이다. 1850년에서 1870년 사이에 머스킷은 후장식 소총으로 대체되어 현대 군대에서 거의 보편적인 화기로 자리 잡았다. 보병 사병을 지칭하는 전통적인 "머스킷티어"라는 명칭은 제1차 세계 대전까지 독일 육군 (독일 제국)에서 유지되었다.

## 갤러리

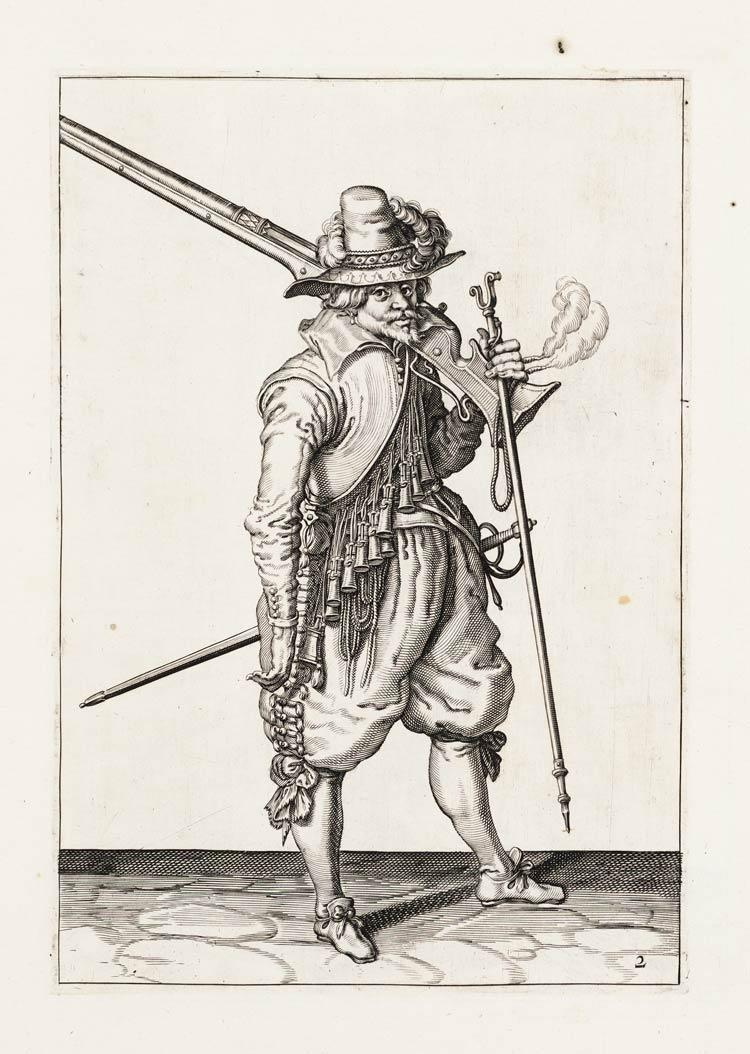
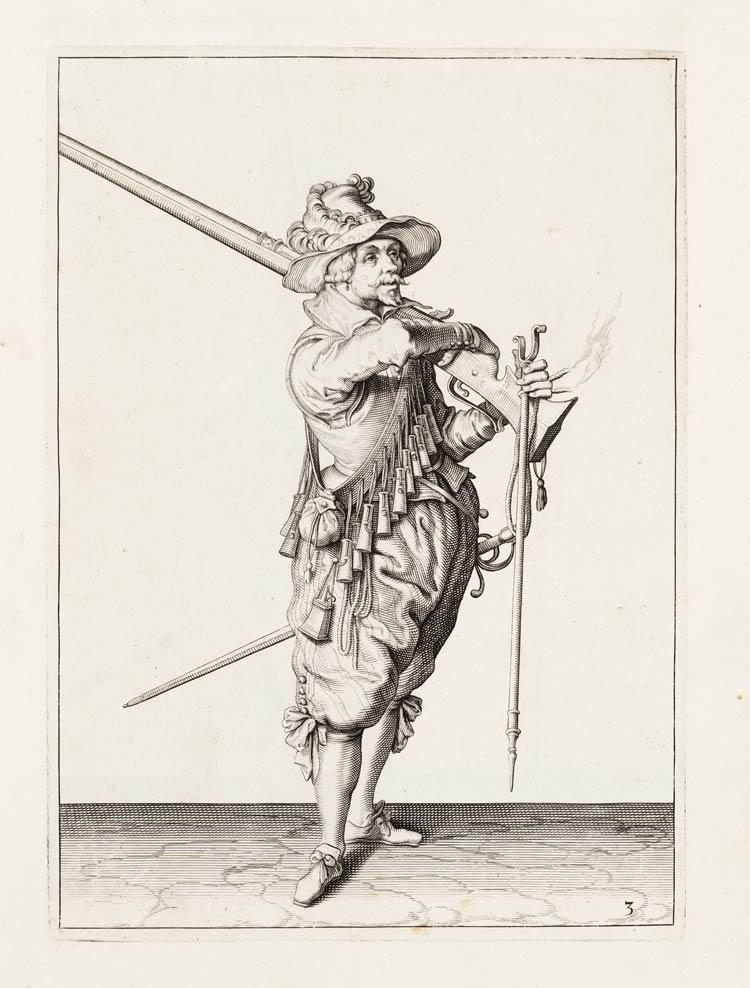
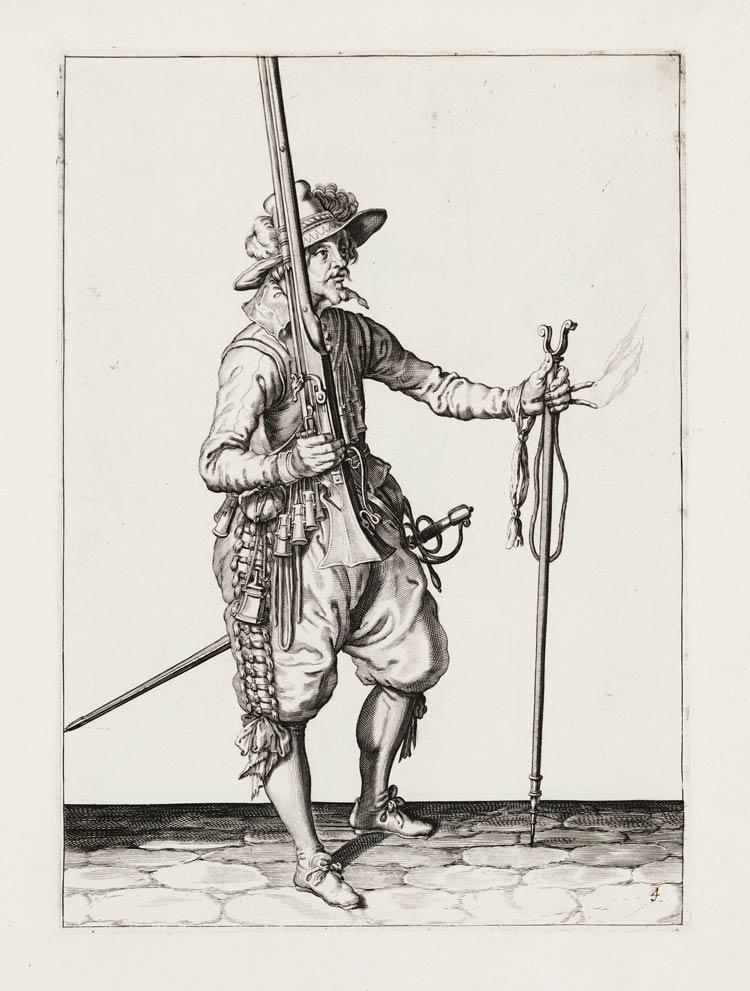
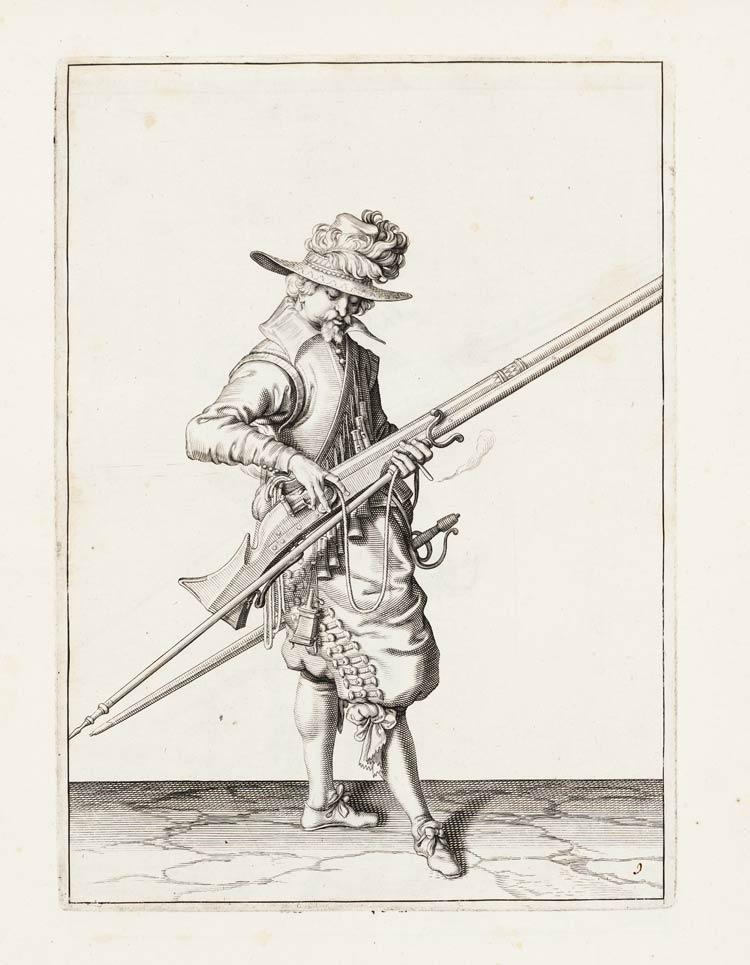
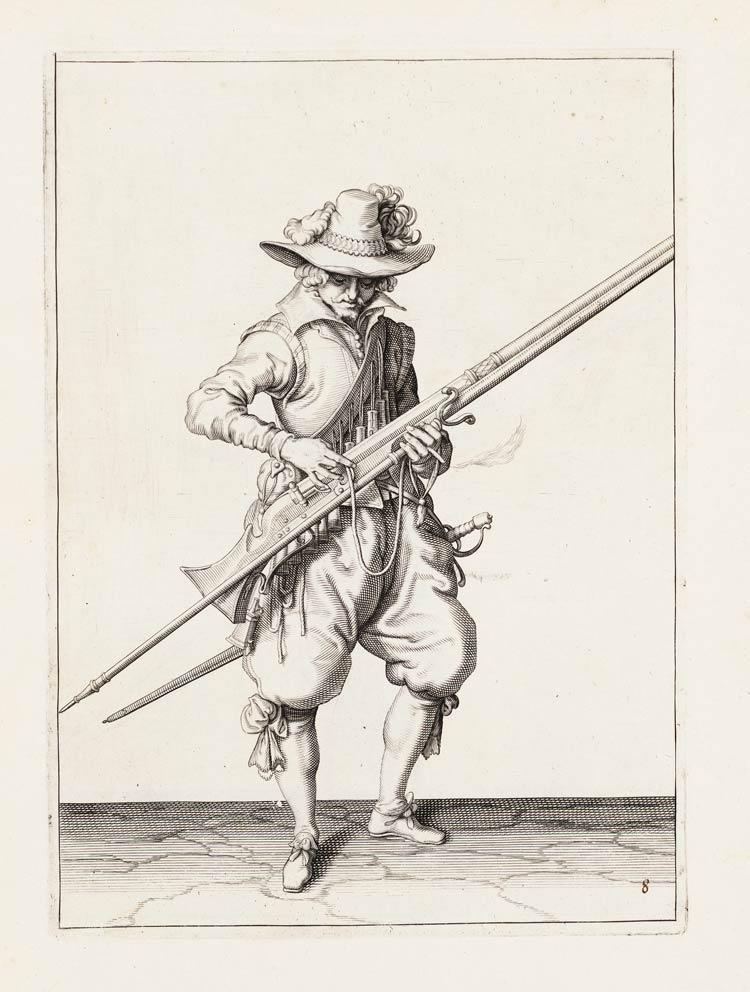
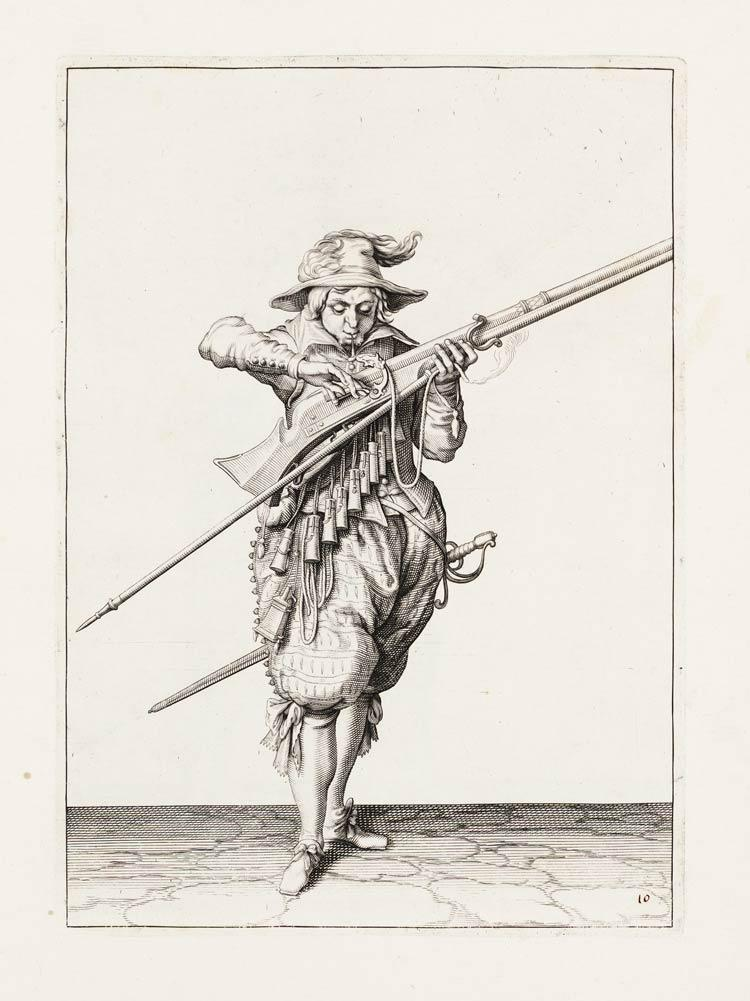
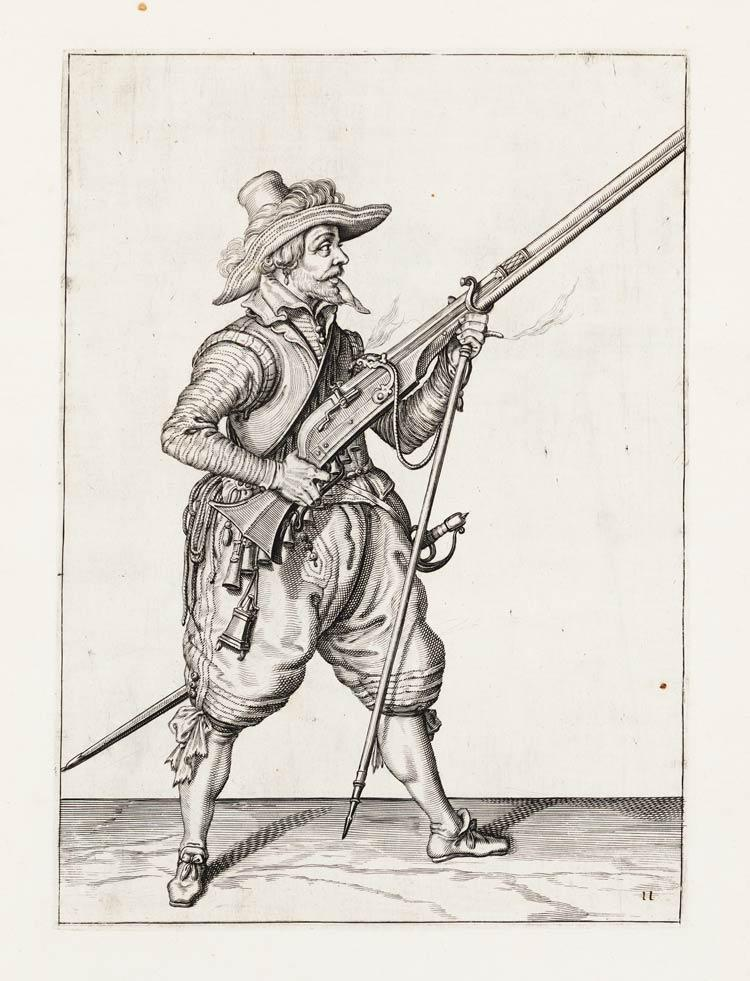
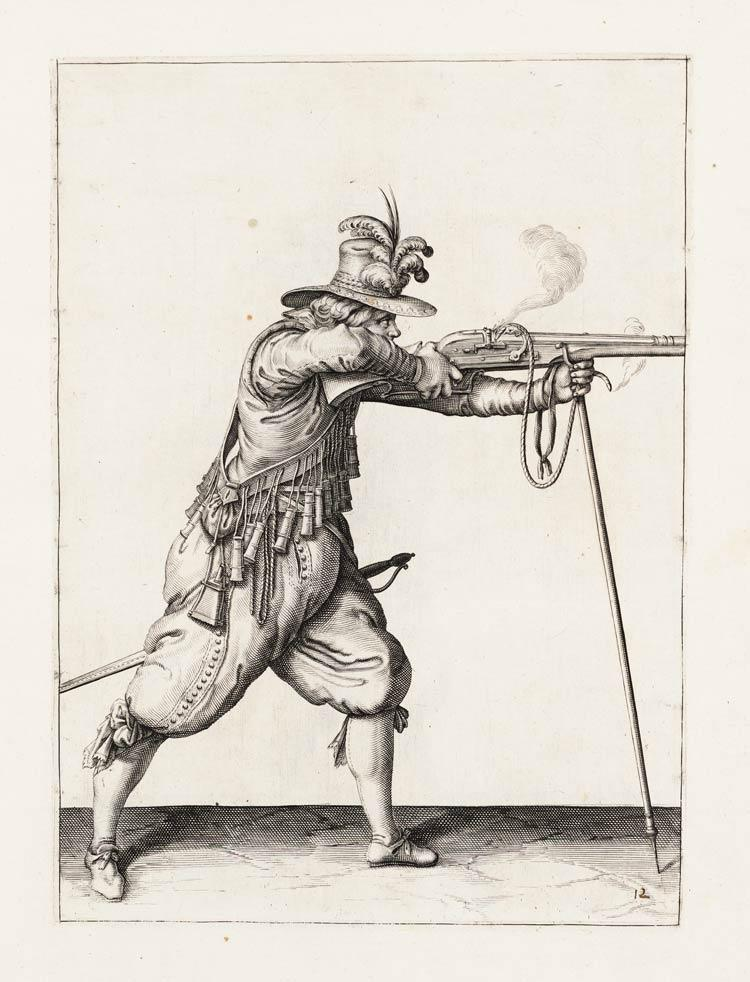
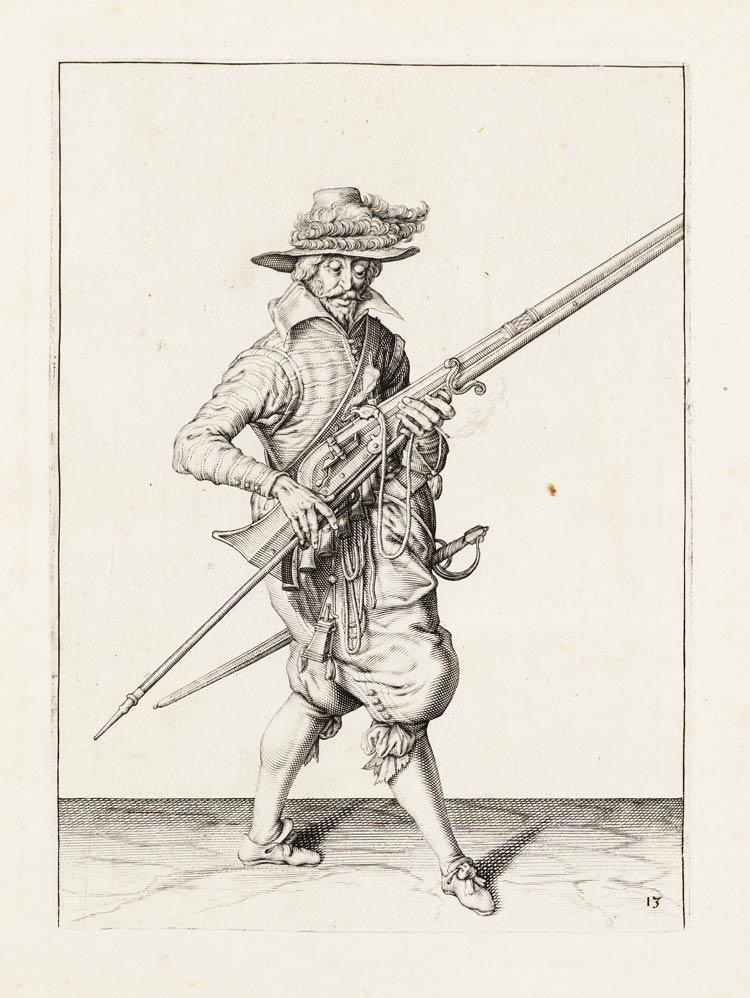
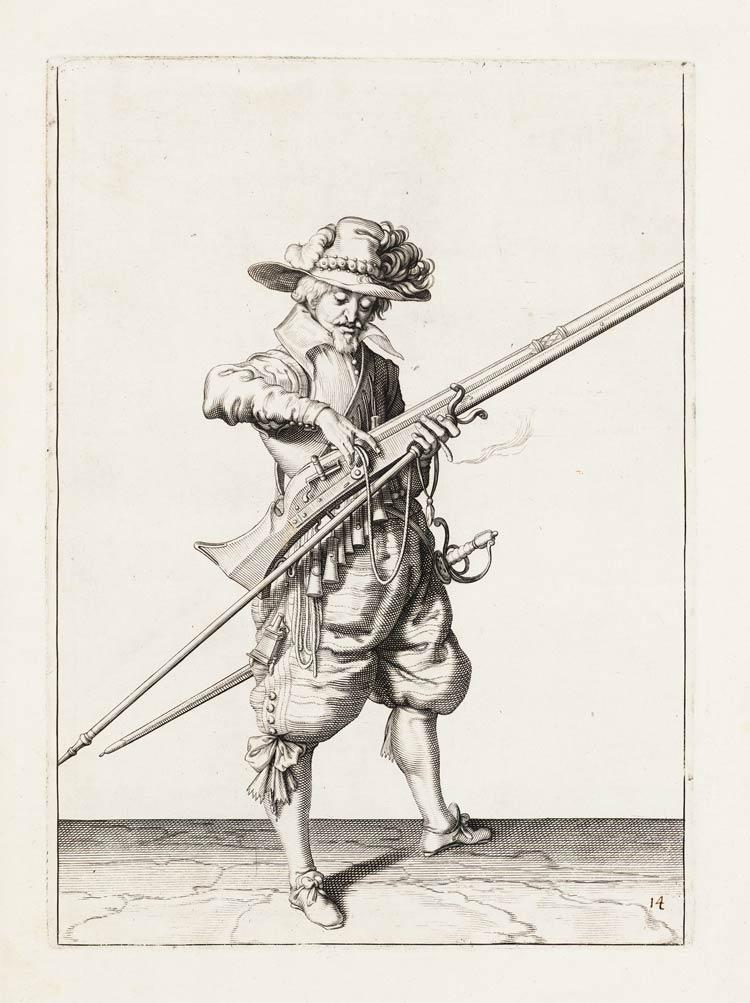
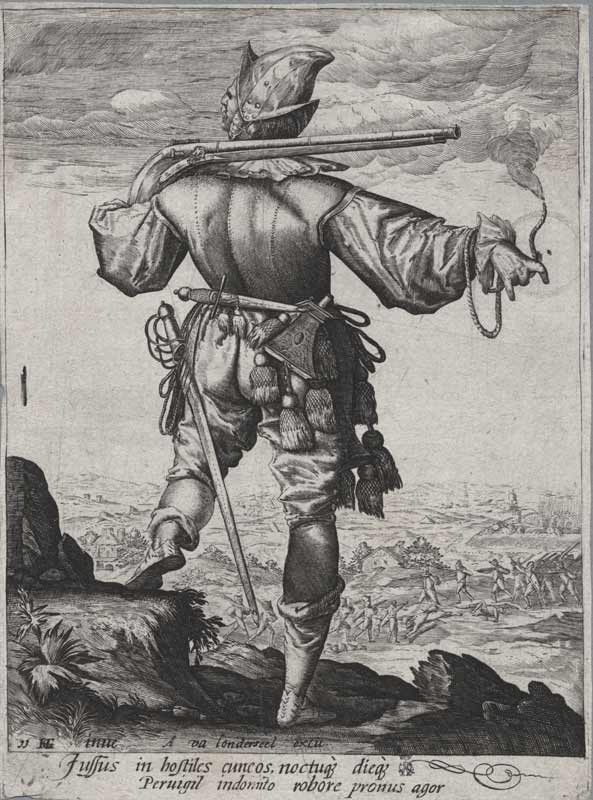

## 같이 보기
- 소총수
- 전열보병